# Pogorzelica, Gmina Karnice
Pogorzelica [pɔɡɔʐɛˈlit͡sa] (tiếng Đức: Fischerkaten) là một ngôi làng thuộc khu hành chính của Gmina Karnice, thuộc quận Gryfice, West Pomeranian Voivodeship, ở phía tây bắc Ba Lan. Nó nằm khoảng 9 kilômét (6 mi)  phía đông bắc Karnice, 21 km (13 mi) phía bắc Gryfice và 84 km (52 mi) về phía đông bắc của thủ đô khu vực Szczecin.
Trước năm 1945, khu vực này là một phần của Đức. Đối với lịch sử của khu vực, xem Lịch sử của Pomerania.